# 甲府地方検察庁
甲府地方検察庁（こうふちほうけんさつちょう）は、山梨県甲府市にある日本の地方検察庁の一つで、山梨県を管轄している。略称は、甲府地検（こうふちけん）。
山梨県を管轄しており、甲府市に設置されている本庁のほか、都留に支部を設置している。

## 所在地
- 本庁 - 甲府市中央1丁目11-8　北緯35度39分33.7秒 東経138度34分4.4秒 / 北緯35.659361度 東経138.567889度
JR中央線・身延線 甲府駅（南口）から徒歩15分
- 都留支部 - 都留市中央2丁目1-2　北緯35度33分9.3秒 東経138度54分29秒 / 北緯35.552583度 東経138.90806度
富士急行線 谷村町駅から徒歩5分

## 管轄
- 本庁
  - 甲府区検察庁（甲府市、山梨市、韮崎市、南アルプス市、甲斐市、笛吹市、北杜市、甲州市、中央市、中巨摩郡、北都留郡（内丹波山村））
  - 鰍沢区検察庁（南巨摩郡、西八代郡）
- 都留支部
  - 都留区検察庁（都留市、大月市、上野原市、南都留郡（道志村、西桂町）、北都留郡（小菅村））
  - 富士吉田区検察庁（富士吉田市、南都留郡（忍野村、山中湖村、富士河口湖町、鳴沢村））